# Allen Heath
Allen Heath (Saskatoon, 3 januari 1918 - Northridge, Californië, Verenigde Staten, 6 maart 1981) was een Canadees autocoureur. In 1952 en 1953 schreef hij zich in voor de Indianapolis 500, maar wist zich beide keren niet te kwalificeren. Deze races waren ook onderdeel van het Formule 1-kampioenschap. In 1952 en 1953 reed hij ook drie AAA Championship Car-races, waarin zijn beste resultaat een tweede plaats was tijdens de Detroit 100 op Michigan State Fairgrounds in 1953. Hij verloor zijn hand in een race-incident, waardoor hij later besloot om groepen en goede doelen voor gehandicapten te steunen. Hij overleed aan een hartaanval.